# Bordj Okhriss
Bordj Okhriss è un comune dell'Algeria, situato nella provincia di Bouira.